# 글립토돈
글립토돈(Glyptodon)은 플라이스토세 시대 동안 서식했던 아르마딜로의 친척인 글립토돈아과에 속하는 포유류의 속류였다. 아르마딜로와 같이 등껍질을 가지고 있었으며 몸집이 매우 거대해 무게가 폭스바겐 비틀 승용차와 거의 맞먹었다. 쪼그려진 팔다리를 가진 이 동물은 겉보기엔 거북이와 비슷했고, 초기 공룡 중 하나인 곡룡류와 닮아서, 수렴 진화의 예시를 보여준다.